# Thomas Lynch (poeta)
Thomas Lynch (nacido en 1948 en Detroit, Michigan) es un poeta, ensayista y embalsamador estadounidense.

## Premios
Su colección de ensayos El Enterrador: la vida vista desde el oficio fúnebre ganó el Heartland Prize en la categoría de no-ficción y el American Book Award, y quedó finalista en el National Book Award. Ha sido traducido a siete idiomas. Una segunda colección de ensayos, "Cuerpos en movimiento y en reposo", ganó el Great Lakes Book Award.

## Reconocimiento Internacional
La obra de Lynch ha aparecido en publicaciones como The New Yorker, The Paris Review, Harper's, Newsweek, The Washington Post, The New York Times, y muchas más [cita requerida]. Ha participado también en diversos programas de emisoras de radio inglesas y estadounidenses. 
Lynch ha recibido premios y subvenciones de la National Endowment for the Arts, el Michigan Council for the Arts, la Michigan Library Association, el Writers Voice Project, la National Book Foundation, la Arvoun Foundation y el Irish Arts Council. Ha realizado lecturas y conferencias en universidades y centros literarios de Europa, el Reino Unido, Irlanda, Australia, Nueva Zelanda y Estados Unidos. Lynch también es un presentador habitual en conferencias para directroes de funerarias, médicos profesionales, clérigos, docentes y jefes de negocios. Es profesor adjunto en el curso de escritura creativa de la Universidad de Míchigan.

## Trabajos

### Poesía
- Skating with Heather Grace Knopf, 1986
- Grimalkin and Other Poems. Cape Poetry. 1994.
- Still Life in Milford: poems. W. W. Norton. 1999. ISBN 978-0-393-31973-6.
- Booking Passage. Norton. 2006. ISBN 978-0-393-32857-8.
- Walking Papers. W.W. Norton. 2010.

### Prosa y ensayo
- El enterrador: la vida vista desde el oficio fúnebre. Alfaguara. 1997.
- Bodies in Motion and at Rest: On Metaphor and Mortality. W. W. Norton & Company.